# فردریک بسی
فردریک بسی (فرانسوی: Frédéric Bessy‎؛ زادهٔ ۹ ژانویهٔ ۱۹۷۲) دوچرخه‌سوار اهل فرانسه است.